# Dexodomintho fumipennis
Dexodomintho fumipennis là một loài ruồi trong họ Tachinidae.